# Неон
| 10        | Неон |
| Ne20,1797 |      |
| 2s22p6    |      |

Нео́н (химический символ — Ne, от лат. Neon) — химический элемент 18-й группы (по устаревшей классификации — главной подгруппы восьмой группы, VIIIA) второго периода периодической системы Д. И. Менделеева с атомным номером 10.
Пятый по распространённости элемент Вселенной после водорода, гелия, кислорода и углерода.
Простое вещество неон — это инертный одноатомный газ без цвета и запаха. Обнаружен (наряду с ксеноном и криптоном) в 1898 году в виде остатка после извлечения из жидкого воздуха азота, кислорода, водорода, аргона и углекислого газа.

## История
Неон открыли в июне 1898 года английские химики Уильям Рамзай и Морис Траверс. Они выделили этот инертный газ «методом исключения» после того, как кислород, азот, аргон и все более тяжёлые компоненты воздуха были сжижены. В декабре 1910 года французский изобретатель Жорж Клод изобрёл газоразрядную лампу, заполненную неоном.

### Происхождение названия
Название происходит от греч. νέος — новый.
Существует легенда, согласно которой название элементу дал тринадцатилетний сын Рамзая — Вилли, который спросил у отца, как тот собирается назвать новый газ, заметив при этом, что хотел бы дать ему имя novum (лат. — новый). Его отцу понравилась эта идея, однако он посчитал, что название neon, образованное от греческого синонима, будет звучать лучше.

## Распространённость

### Во Вселенной
В мировой материи неон распределён неравномерно, однако в целом по распространённости во Вселенной он занимает пятое место среди всех элементов — около 0,13 % по массе. Наибольшая концентрация неона наблюдается на Солнце и других горячих звёздах, в газовых туманностях, в атмосфере планет-гигантов, находящихся в Солнечной системе: Юпитера, Сатурна, Урана, Нептуна. В атмосфере многих звёзд неон занимает третье место после водорода и гелия.

### Земная кора
Из всех стабильных элементов второго периода неон — один из самых малораспространённых на Земле. В 18-й группе неон по содержанию в земной коре занимает третье место после аргона и гелия. В газовых туманностях и некоторых звёздах неона во много раз больше, чем на Земле.
На Земле наибольшая концентрация неона наблюдается в атмосфере — 1,82⋅10−3 % по объёму, а его общие запасы оцениваются в 7,8⋅1014 м³. В 1 м³ воздуха содержится около 18,2 см³ неона (и, для сравнения, лишь 5,2 см³ гелия). Среднее содержание неона в земной коре мало — 7⋅10−9 % по массе. Всего в атмосфере Земли около 6,5⋅1010 т неона. В изверженных породах находится около 109 т этого элемента. По мере разрушения пород газ улетучивается в атмосферу. В меньшей мере в атмосферу неон выделяется из природных вод.

## Определение
Качественно неон определяют по спектрам испускания (характеристические линии 585,25 нм и 540,05 нм), количественно — масс-спектрометрическими и хроматографическими методами анализа.

## Физические свойства
- Неон, как и все благородные газы — бесцветный одноатомный газ без вкуса и запаха.
- Инертные газы обладают более высокой электропроводностью в электрическом разряде по сравнению с другими газами и при прохождении через них электрического тока светятся, в частности, неон — оранжево-красным светом, так как его самые интенсивные эмиссионные спектральные линии лежат в красной и зелёной частях видимого спектра.
- Свойственная инертным газам заполненность внешних электронных оболочек обусловливает более низкие температуры кипения и плавления, чем у других газов с близкими молекулярными массами. При атмосферном давлении неон сжижается при 27 К (-246 °С) и кристаллизуется при 24,57 К (-248,59 °С) и имеет самый узкий температурный диапазон среди всех известных веществ, в котором он находится в жидком состоянии.
- Давление и температура тройной точки неона 24,56 К и 43,37 кПа[13]. Температура, давление и плотность неона в критической точке 44,4 К, 265,4 кПа и 0,483 г/см3[14].

## Химические свойства
Как и все благородные газы неон имеет завершённую электронную оболочку, поэтому химически инертен. Неон по химической инертности уступает лишь гелию. Пока не получено ни одного валентного соединения неона. Даже так называемые клатратные соединения неона с водой (Ne·6Н2О), гидрохиноном и другими веществами (подобные соединения тяжёлых благородных газов — радона, ксенона, криптона и даже аргона — известны и устойчивы) получить, выделить и охарактеризовать очень трудно. С помощью методов оптической спектроскопии и масс-спектрометрии установлено существование молекулярных ионов (NeAr)+, (NeH)+, и (HeNe)+.

## Изотопы
Существует три стабильных изотопа неона: 20Ne (изотопная распространённость 90,48 %), 21Ne (0,27 %) и 22Ne (9,25 %).
Кроме трёх стабильных нуклидов неона, существует ещё 16 нестабильных изотопов. На Земле преобладает лёгкий изотоп 20Ne.
Во многих минералах с повышенным содержанием альфа-активных элементов относительное содержание тяжёлых 21Ne и 22Ne в десятки и сотни раз больше содержания их в воздухе. Это вызвано тем, что основными механизмами образования этих изотопов являются ядерные реакции, происходящие при бомбардировке ядер алюминия, натрия, магния и кремния продуктами распада ядер тяжёлых элементов. Кроме того, подобные реакции происходят в земной коре и атмосфере под воздействием космического излучения.
Известен также ряд ядерных реакций с малой вероятностью протекания, при которых образуются 21Ne и 22Ne — это захват альфа-частиц ядрами тяжёлого стабильного изотопа кислорода 18О и природного фтора 19F:
{\displaystyle {\ce {^18_8O + ^4_2He -> ^21_10Ne + ^1_0n,}}}
{\displaystyle {\ce {^19_9F + ^4_2He -> ^22_10Ne + ^1_1H}}}.
Источник преобладающего на Земле лёгкого нуклида 20Ne до сих пор не установлен.
Обычно Неон-20 образуется в звёздах вследствие альфа-процесса, при котором альфа-частица поглощается ядром атома кислорода-16 с образованием неона-20 и излучением гамма-кванта:
{\displaystyle {\ce {^16_8O + ^4_2He -> ^20_10Ne + \gamma}}}.
Однако этот процесс требует температуры более 100 миллионов градусов и массы звезды более трёх солнечных.
Вполне возможно, что источником этого изотопа была сверхновая, после взрыва которой образовалось газопылевое облако, из части которого сформировалась Солнечная система.
Считается, что в космическом пространстве неон также преимущественно представлен лёгким нуклидом 20Ne. В метеоритах обнаруживают немало 21Ne и 22Ne, но эти нуклиды, предположительно, образуются в самих метеоритах под воздействием космических лучей за время странствий во Вселенной.

## Получение
Неон получают совместно с гелием в качестве побочного продукта при сжижении и разделении воздуха на крупных промышленных установках. Разделение неоно–гелиевой смеси осуществляется несколькими способами за счёт адсорбции, конденсации и низкотемпературной ректификации.
Адсорбционный метод основан на том, что неон, в отличие от гелия, способен адсорбироваться активированным углём, охлаждаемым жидким азотом. Конденсационный способ основан на вымораживании неона при охлаждении смеси жидким водородом. Ректификационный способ основан на разнице температур кипения гелия и азота.
Неон извлекают из воздуха в аппаратах двукратной ректификации жидкого воздуха. Газообразные неон и гелий скапливаются в верхней части колонны высокого давления, то есть в конденсаторе-испарителе, откуда под давлением около 0,55 МПа подаются в трубное пространство дефлегматора, охлаждаемое жидким N2. Из дефлегматора обогащённая смесь Ne и Не направляется для очистки от N2 в адсорберы с активированным углём, из которых после нагревания поступает в газгольдер (содержание Ne + He до 70 %); степень извлечения смеси газов 0,5—0,6. Последнюю очистку от N2 и разделение Ne и Не можно осуществлять либо селективной адсорбцией при температуре жидкого N2, либо конденсационными методами — с помощью жидких Н2 или Ne. При использовании жидкого водорода дополнительно проводят очистку от примеси водорода с помощью CuO при 700 °C. В результате получают неон 99,9 % чистоты по объёму.
Основным промышленным способом получения неона (в последнее десятилетие) является разделение неоно–гелиевой смеси путём низкотемпературной ректификации. Смесь неона и гелия предварительно очищают от примеси азота и водорода (водород выжигают в печи, заполненной катализатором), а азот удаляют в низкотемпературных дефлегматорах и в блоке криогенных адсорберов, заполненных активированным углём (уголь охлаждается змеевиками с кипящим в них под вакуумом азотом). После удаления азота неоно–гелиевая смесь сжимается компрессором и поступает для разделения в ректификационную колонну, предварительно охлаждаемую до температуры кипящего под вакуумом азота. Для понижения температуры охлаждённая смесь дросселируется с 25 МПа до 0,2—0,3 МПа (в зависимости от режима работы установки). В верхней части колонны, из-под крышки конденсатора, отбирается гелий с примесью до 20 % неона, в нижней части колонны получается неон в жидком виде. В качестве холодильного цикла используется дроссельный холодильный цикл с рабочей средой-хладагентом из чистого неона. Ректификационный метод разделения неоно-гелиевой смеси позволяет получить неон чистотой до 99,9999 %.
Стабильный изотоп неон-20, также может быть получен из стабильного натрия-23, в ходе протон-гелиевой реакции 23Na(p,α)20Ne:
{\displaystyle \ _{11}^{23}{\rm {Na}}+p^{+}\rightarrow _{10}^{20}{\rm {Ne}}+\alpha \ (_{2}^{4}{\rm {He}}).}

Промышленные установки по очистке неона на Украине на двух заводах — «Ингаз» и «Айсблик»[уточнить] (Одесса, Москва), также «Криоин» в Мариуполе (5 % мирового неона до войны 2022 года) — суммарно 65 % мирового объёма неона (540 тонн) в 2020 г., 54 % в 2021; с февраля 2022 г. производство в стране полностью прекращено, высокочистый неон тут же подорожал на 600 %. 

Остальные 50 % мирового объёма неона высокой степени очистки производят компании из других стран (в частности, Китай) . 

Россия намерена в течение года нарастить выпуск неона до 25 % мировых объёмов.

## Применение
Жидкий неон используют в качестве охладителя в криогенных установках. Ранее неон применялся в промышленности в качестве инертной среды, но был вытеснен более дешёвым аргоном. Неоном наполняют газоразрядные лампы, сигнальные лампы в радиотехнической аппаратуре, фотоэлементы, выпрямители. Смесь неона и гелия используют как рабочую среду в газовых лазерах (гелий-неоновый лазер).
Трубки, заполненные смесью неона и азота, при пропускании через них электрического разряда дают красно-оранжевое свечение, в связи с чем они широко используются в рекламе. По традиции «неоновыми» часто называют и газоразрядные трубки других цветов, хотя в них используется свечение не неона, а других благородных газов или флуоресцирующего покрытия (см. справа). Для получения цветов, отличных от красного, используют либо электрический разряд в смеси других благородных газов, либо разряд в аргоне с добавкой небольших количеств паров ртути, при этом газоразрядную трубку изнутри покрывают люминофором, преобразующим ультрафиолетовое излучение разряда в видимый свет требуемого цвета.
Неоновые лампы применяются для сигнальных целей на маяках и аэродромах, так как их красный свет очень слабо рассеивается туманом и мглой.
С 1999 г. неон — важный элемент в производстве интегральных микросхем, где он используется в ультрафиолетовой фотолитографии при изготовлении схем с проектными нормами 180 нанометров и менее.

## Биологическая роль
Инертные газы обладают физиологическим действием, которое проявляется в наркотическом воздействии на организм. Наркотическое воздействие неона (как и гелия) при нормальном давлении в опытах не регистрируется, а при повышении давления первыми возникают симптомы «неврологического синдрома высокого давления» (НСВД).
В связи с этим, наряду с гелием, неон в составе кислород–азотной смеси используется для дыхания океанавтов, водолазов, людей, работающих при повышенных давлениях, чтобы избежать газовой эмболии и азотного наркоза. Преимущество дыхательных смесей с неоном в том, что они меньше охлаждают организм, так как теплопроводность неона меньше, чем гелия.
Лёгкая смесь неона и гелия облегчает состояние больных, страдающих расстройствами дыхания.
Очень высокая концентрация неона во вдыхаемом воздухе может вызвать головокружение, тошноту, рвоту, потерю сознания и смерть от асфиксии.